# Nekromantix
Nekromantix est un groupe de psychobilly danois, originaire de Copenhague. Formé en 1989, il est signé sous le label de Tim Armstrong Hellcat Records. Le nom du groupe provient du mélange des mots Nekromancy et Romantics, avec un x à la fin. Leur musique mêle monstres, érotisme, science-fiction, et horreur. Le personnage central et icône du groupe est Kim Nekroman, avec sa contrebasse faite sur mesure avec le corps en forme de cercueil. La composition du groupe change à plusieurs reprises durant leur carrière, mais tourne toujours autour du bassiste et chanteur Kim Nekroman. Le guitariste Peter Sandorff membre fondateur du groupe, sert à deux occasions dans le groupe, entre 1989 et 1993, et entre 1997 et 2005. Durant son second séjour avec le groupe, Sandorff amena Kristian à la batterie.
Durant leur première onze années le groupe enregistra sur différents labels européens, mais leur persévérance finira par payer à la suite de la renommée montante du groupe en Europe, le groupe signe sur le label de Los Angeles Hellcat Records. En 2003, Nekroman déménage à Los Angeles, alors que les frères Sandorff restent au Danemark. En 2005, les frères Sandorff quittent le groupe, et sont remplacés par Troy Destroy et Andy DeMize basé en californie pour le huitième album du groupe Life Is a Grave and I Dig It!.

## Biographie

### Formation
Nekromantix est formé en 1989 à Copenhague au Danemark, par Kim Nekroman après avoir quitté la marine danoise après avoir servi 8 ans en tant qu'opérateur radio dans un sous-marin. Désireux de commencer une nouvelle carrière, il se lance dans la musique, jouant de la batterie dans un groupe de rockabilly, avant de s'immerger dans le psychobilly qui commençait à vraiment être connu en Europe. Apprenant à jouer de la contrebasse et à chanter, Nekroman étant désireux de former un groupe autour du thème de l'horreur, avec lui comme leader. La pièce centrale du groupe étant la contrebasse en forme de cercueil, l'instrument à la base étant réellement fait avec un cercueil d'enfant.
Le groupe, qui comprend Nekroman, le guitariste Paolo Molinari et le batteur Jens Brygman, prendra le nom de Nekromantix,.
Après six mois de répétitions, et quelques concerts le groupe joue au plus large festival psychobilly à Hambourg, en Allemagne. Leur performance leur vaudra un deal avec le label Tombstone Records, le groupe sortira leur premier album Hellbound, et tourne longuement en Europe, MTV s'intéressant même au groupe en diffusant le clip vidéo de leur single. Lors d'un festival de Cologne, en Allemagne, Nekroman rencontre sa future compagne Patricia Day, avec qui il créera plus tard le groupe HorrorPops avec lui-même à la guitare et Day au chant et à la contrebasse.

### Succès international
En 1997, après avoir une fois quitté le groupe, Peter Sandorff revient avec son frère Kristian à la batterie, le trio devenant le line-up le plus solide de l'histoire du groupe jusqu'à 2005. En 2000, Nekromantix joue pour la première fois aux États-Unis pour le Psychobilly Rumble de New York. En février 2001, Nekroman envoie des démos du groupe au leader de Rancid Tim Armstrong. Quelque temps plus tard le groupe signa sur le label de Armstrong et enregistre leur premier album sur le label Return of the Loving dead. Enregistré au Danemark, c'est le premier album largement diffusé aux États-Unis. Le groupe ouvre la porte à de nombreux groupes sur la côte ouest comme Tiger Army. Nekromantix tourne plusieurs fois aux États-Unis, et se voit offrir les services de la marque Lucky 13 Apparel qui les prend sous son aile.

### Départ aux États-Unis
Après la sortie de Return of the Loving Dead, Nekroman déménagea à Los Angeles, tournant et enregistrant deux nouveaux albums avec HorrorPops. L'album Dead Girls don't cry sorti en 2004, est presque entièrement fait à Los Angeles, alors que Peter Sandorff enregistre sa voix à Copenhague. En 2005, les frères Sandorff quittent le groupe en bons termes, Nekroman recrute James Meza à la batterie et Troy Russell à la guitare.

### Dernières activités

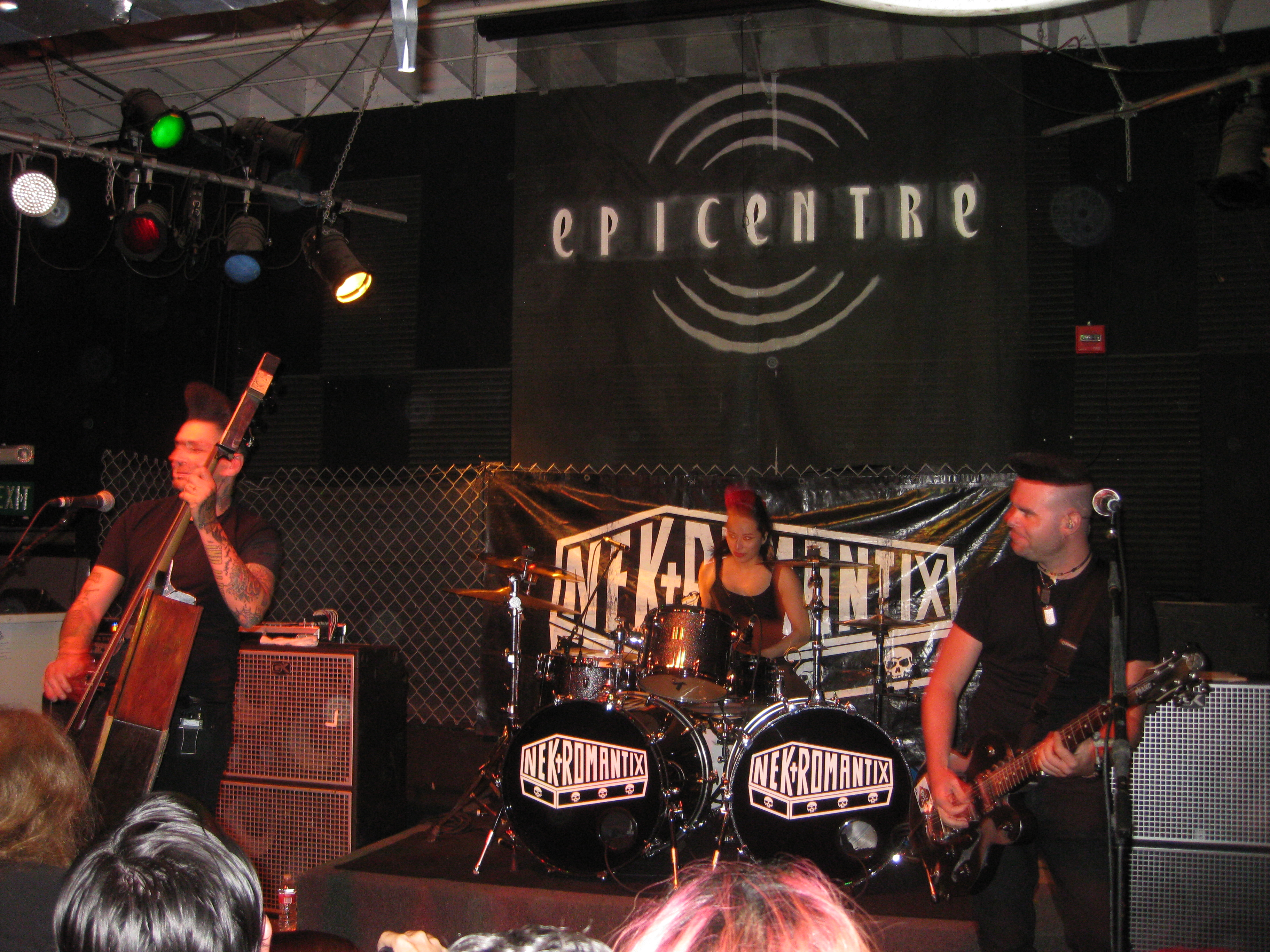
Les Nekromantix en 2011.

En mai 2006, Meza quitte le groupe pour rejoindre Tiger Army, et est remplacé par Andrew Martinez. Troy Russell quitte le groupe après la sortie de Life is A Grave & I Dig It pour poursuivre une carrière solo. Le 11 janvier 2009, Martinez meurt dans un accident de voiture,. Il sera remplacé par le premier membre féminin Lux. Cette dernière affirma que le groupe allait tourner avec Reverend Horton Heat durant l'été. Leur huitième album, What Happens in Hell, Stays in Hell, est publié le 2 août 2011. Le groupe jouera en soutien à l'album pendant une tournée américaine entre juillet et septembre 2011. En avril 2014, le départ de Lux est annoncé. En juin 2014, ils annoncent qu'il sera remplacé par Adam Guerrero (ex-Rezurex) à la batterie.

## Membres

### Membres actuels
- Kim Nekroman - contrebasse, chant (depuis 1989)
- Pete Belair - guitare
- Adam - batterie

### Anciens membres
- Paolo Molinari - guitare
- Jens Brygman - batterie
- Peter Sandorff - guitare
- Peek - batterie
- Ian Dawn - guitare
- Grim Tim Handsome - batterie
- Søren Munk Petersen - guitare* Kristian Sandorff - batterie
- Tröy Deströy - guitare
- Wasted James - batterie
- Andy DeMize - batterie
- Pete Belair - guitare
- Lux - batterie

## Discographie

### Albums
- 1989 : Hellbound (en)
- 1991 : Curse of the Coffin (en)
- 1994 : Brought Back to Life (en) (ré-enregistré en 2005 sur Hellcat Records, Brought Back Again)
- 1996 : Demons Are a Girl's Best Friend (en)
- 2002 : Return of the Loving Dead (en)
- 2004 : Dead Girls Don't Cry (en)
- 2007 : Life Is a Grave & I Dig It! (en)
- 2011 : What Happens in Hell, Stays in Hell (en)
- 2016 : A Symphony of Wolf Tones & Ghost Notes

### Singles
- 1994 : Jack the Stripper
- 1996 : Demons Are a Girl's Best Friend
- 2004 : Dead Bodies

### Albums live
- 2000 : Undead 'n' Live (en)
- 2019 : 	3 Decades Of Darkle